# Cantalice

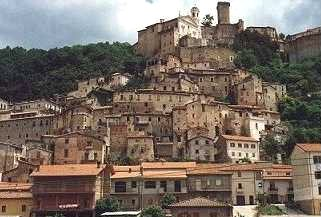
Cantalice

Cantalice is een gemeente in de Italiaanse provincie Rieti (regio Latium) en telt 2808 inwoners (31-12-2004). De oppervlakte bedraagt 37,7 km², de bevolkingsdichtheid is 78 inwoners per km².

## Demografie
Cantalice telt ongeveer 1102 huishoudens. Het aantal inwoners steeg in de periode 1991-2001 met 4,4% volgens cijfers uit de tienjaarlijkse volkstellingen van ISTAT.
| Jaar | Inwoneraantal |
| ---- | ------------- |
| 1991 | 2753          |
| 2001 | 2875          |

## Geografie
De gemeente ligt op ongeveer 660 m boven zeeniveau.
Cantalice grenst aan de volgende gemeenten: Leonessa, Micigliano, Poggio Bustone, Rieti.